# Joaquim José Ferreira
Joaquim José Ferreira, segundo barão de Guaratiba ComC (Viana do Castelo, ? — Rio de Janeiro, 21 de abril de 1871), foi um negociante brasileiro.
Filho de Francisco Coelho de Figueiredo e de Ana Maria Ferreira, irmã do visconde de Guaratiba. Era primo da primeira condessa consorte de São Mamede, com quem repartiu a herança de seu tio, o visconde de Guaratiba.
Fidalgo Cavaleiro da Casa Imperial, recebeu as comendas da Imperial Ordem da Rosa e da Ordem de Cristo. Foi agraciado barão em 30 de novembro de 1870.